# Eizo Yuguchi
Eizo Yuguchi, född 4 juli 1945 i Osaka prefektur, Japan, död 2 februari 2003, var en japansk fotbollsspelare.
Han blev olympisk bronsmedaljör i fotboll vid sommarspelen 1968 i Mexico City.